# Arcana (etichetta discografica)
La Arcana è una casa discografica francese che produce dischi di musica classica con sede a Nantes.

## Storia
Fondata nel 1992 da Michel Bernstein, già fondatore della etichetta Auvidis Astrée (oggi facente parte della Naïve), la Arcana si è contraddistinta per l'eccezionalità del repertorio presente in catalogo, che spazia dal medioevo al barocco, spesso con la presenza di musiche e compositori raramente oggetto di incisioni discografiche.
Grande attenzione è stata posta non solo al repertorio e agli artisti oggetto delle incisioni, che sono in gran parte di origine italiana, ma anche alla accuratezza delle note musicologiche presenti sui libretti che sono allegati ai CD prodotti.
In seguito alla scomparsa del suo fondatore, avvenuta nel 2006, l'etichetta è stata acquisita del gruppo discografico belga Outhere nel 2012.

## Artisti prodotti
Tra gli artisti che hanno inciso per Arcana troviamo:
- Rinaldo Alessandrini
- Paul Badura-Skoda
- Enrico Gatti
- Crawford Young
- Sigiswald Kuijken
- Quatuor Festetics
- La Reverdie
- Gunar Letzbor
- Mala Punica
- Mario Brunello